# Stade de baseball Munhak
Le stade de baseball Munhak en anglais Munhak Baseball Stadium (Hangeul : 문학 야구장) est un stade de baseball situé à Incheon en Corée du Sud.
C'est le domicile des SK Wyverns de l'Organisation coréenne de baseball. Le stade a une capacité de 30 480 places. Il fait partie du complexe sportif Munhak et jouxte le stade de football Munhak d'Incheon.

## Événements
- Jeux asiatiques de 2014

## Dimensions
- Champ gauche (Left Field) : 95 mètres
- Champ centre (Center Field) : 120 mètres
- Champ droit (Right Field) : 95 mètres

## Galerie

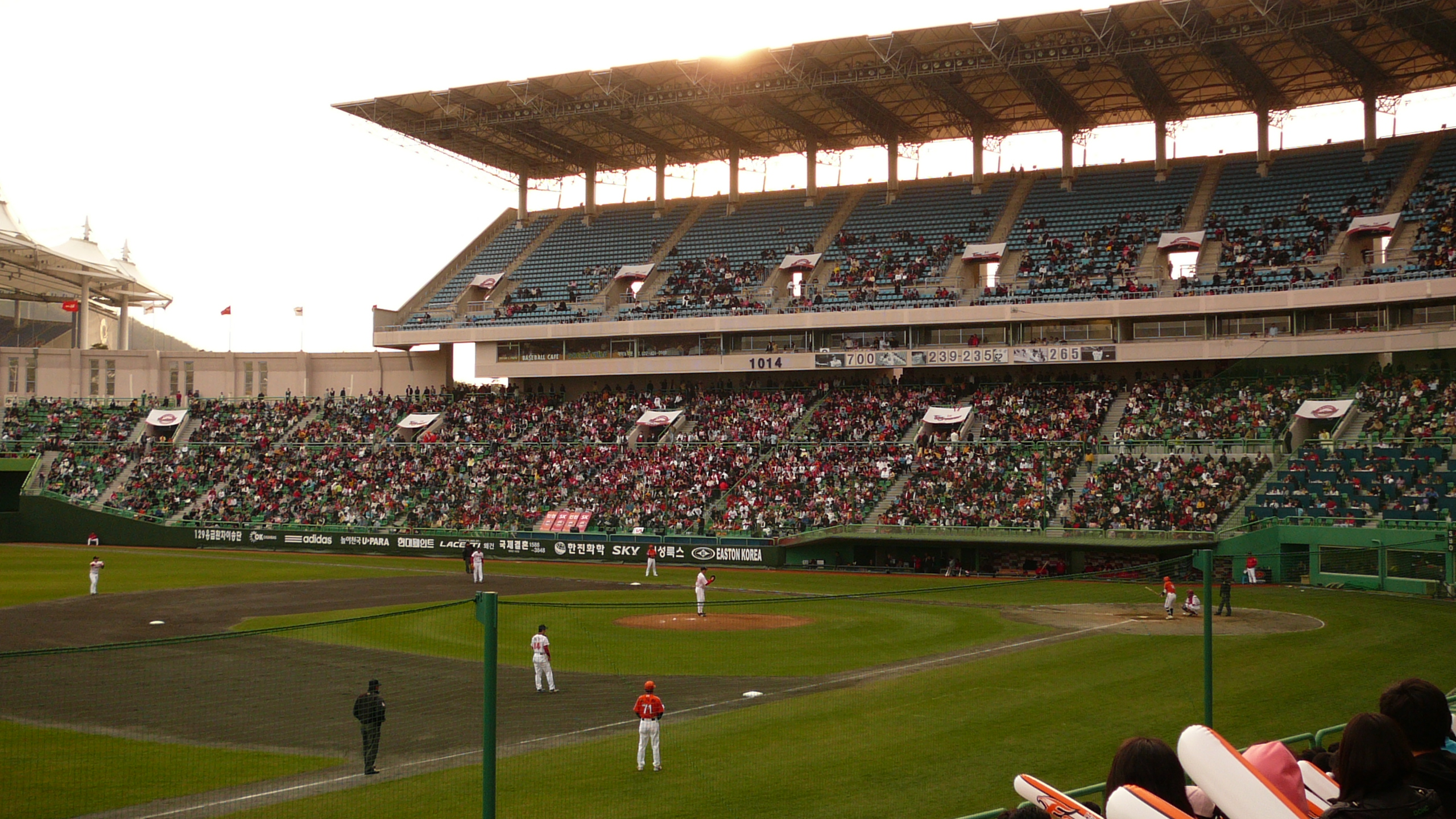